# 天主教瑪利亞娜教區
天主教瑪利亞娜教區（拉丁語：Dioecesis Malianensis）是羅馬天主教會在東帝汶的兩個教區之一，隸屬帝力總教區，面積3,645平方公里。範圍包括東帝汶西部，但不包括歐庫西-安貝諾縣。截至2019年，教區有26萬7206名教友（佔轄區總人口99.4%）、11個堂區和45名司鐸。
2010年1月30日自帝力教區分出。現任主教為諾伯·杜阿馬勒。